# Newell Highway
Pour les articles homonymes, voir Newell.

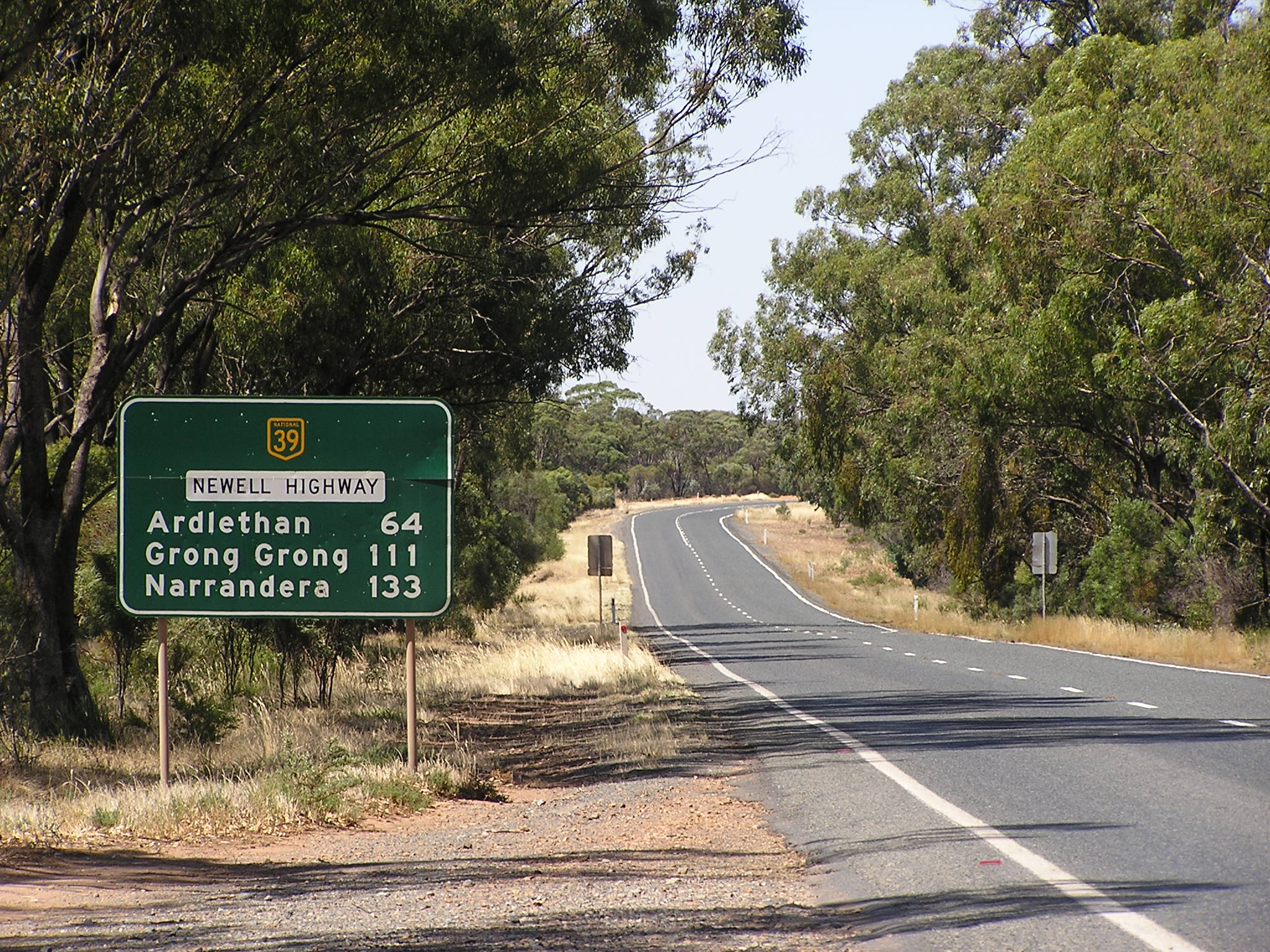
La Newell Highway

La Newell Highway est, avec ses 1 062 km, le plus long axe routier de Nouvelle-Galles du Sud, en Australie. Sensiblement parallèle à la côte à environ 400 kilomètres à l'intérieur des terres, c'est la principale liaison routière intérieure directe reliant le Victoria au Queensland, en évitant les routes côtières encombrées de la Nouvelle-Galles du Sud. Son nom officiel est la A39.
Elle démarre de la Barwon Highway à Goondiwindi à la frontière du Queensland pour s'achever en traversant le Murray et devenir la Goulburn Valley Highway au Victoria.
Elle passe par Boggabilla, Moree, Narrabri, Coonabarabran, Gilgandra, Dubbo, Parkes, Forbes, West Wyalong, Narrandera et Jerilderie. 
C'est une route goudronnée à deux voies sur laquelle la vitesse est généralement limitée à 110 km/h.
Contrairement à la plupart des routes de Nouvelle-Galles du Sud, qui sont nommées d'après les premiers explorateurs, la Newell Highway doit son nom au ministre des transports de l'état, Hugh Newell, dans les années 1930.